# Електронна промисловість Японії
Японська електронна промисловість є однією з найбільших у світі, хоча частка японських електронних компаній суттєво знизилася після свого піку через конкуренцію з боку Південної Кореї, Тайваню, Китаю та Сполучених Штатів.
Японські компанії були відповідальними за низку важливих інновацій, у тому числі запровадження транзисторного радіо та Walkman (Sony), перших серійно вироблених ноутбуків (Toshiba), відеомагнітофон (JVC), сонячних батарей і рідкокристалічних екранів (Sharp).).

## Історія
Прямі іноземні інвестиції Японії в промисловість споживчої електроніки були мотивовані протекціонізмом і вартістю робочої сили, заохочуючи іноземний капітал інвестувати в країну з меншими виробничими витратами та довоєнним промисловим ноу-хау, щоб бути конкурентоспроможними на ринку електроніки. Після трьох років добровільного обмеження експорту до 1980 року сім японських фірм розмістили заводи в Сполучених Штатах  . Японські фірми продовжували виробництво найбільш технологічно просунутої продукції, особливо в Японії, а також у США, одночасно переміщуючи виробництво менш просунутої продукції в країни Південно-Східної Азії, що розвиваються.
Приблизно в 1997 році японські діти мали відносно великі заощадження, в середньому вони мали близько 110 000 японських ієн (близько 900 доларів США) у вигляді допомоги, що стимулювало покупки електронних товарів, таких як Тамагочі

### 21 сторіччя
З початку 21 століття кілька найбільших японських компаній електроніки зазнали фінансових труднощів і втратили частку ринку, зокрема південнокорейським, тайванським і китайським компаніям. Японські компанії втратили своє домінуюче становище в таких категоріях, як портативні медіаплеєри, телевізори, комп’ютери та напівпровідники. Серйозно постраждалі від економічної кризи 2008 року Sony, Hitachi, Panasonic, Fujitsu, Sharp, NEC і Toshiba повідомили про збитки на суму 17 мільярдів доларів . Відносне зниження пояснюється такими факторами, як високі витрати, вартість ієни та надто велика кількість японських компаній, що виробляють продукцію одного класу, що спричиняє дублювання зусиль у дослідженнях і розробках, а також знижує економію на масштабах і цінову силу. Система освіти Японії також була виділена як можливий сприяючий фактор.  Також згадується відсутність адаптації до цифрової революції та перехід від апаратної розробки до програмно-орієнтованої розробки продуктів.

## Провідні підприємства
- Canon
- Casio
- Daihatsu
- Fujitsu
- JVC
- Hitachi
- Isuzu
- Kenwood Corporation
- Konica
- Korg
- Mitsubishi
- Nintendo
- Olympus
- Panasonic
- Pioneer
- Roland
- Sega
- Sharp
- Shimano
- Sony
- Toshiba
- Yamaha
- Yonex

## Інтернет-ресурси
- Japan Electronics and Information Technology Industries Association (JEITA)
- Japan Electric Manufacturers' Association (JEMA)
- Japan Refrigeration and Air Conditioning Industry Association (JRAIA)
- Japan Electric Measuring Instruments Manufacturers' Association (JEMIMA)
- Association for Electric Home Appliances (яп.)
- Industrial Structure Vision 2010 (METI) (англ.) (full report, Electronics and IT sectors, Functional Chemical sector (p.190) (яп.))
- Panasonic EH-SA31VP Spa-Quality Facial Steamer